# The Love Boat
The Love Boat was een Amerikaanse televisieserie die zich op een cruiseschip afspeelt. De serie van de Amerikaanse maatschappij ABC Television Network werd uitgezonden van 1977 tot 1986. In Nederland was de serie voor het eerst te zien bij de VARA.
De meeste opnamen werden gemaakt op de Pacific Princess. Uitvoerend producer was Aaron Spelling. De serie draait om een cruiseschip, waarvan de passagiers en bemanning romantische avonturen beleven. In de serie hadden bekende acteurs regelmatig een gastrol, vaak speelden zij in meerdere seizoenen verschillende personages.  De serie was gebaseerd op een serie uit de jaren 1956-1960: The Gale Storm Show. Na negen seizoenen werd de serie stopgezet, al werden er in 1986 nog vier tv-specials uitgezonden. Er werd een film gemaakt (in 1990), nadat de show was beëindigd, met als titel: The Love Boat: A Valentine Voyage (1990).
Er werd een vervolgserie, Love Boat: The Next Wave, gemaakt en uitgezonden van 1998 tot 1999, met andere acteurs maar met gastrollen voor de acteurs uit de oorspronkelijke serie.

## Verhaallijnen

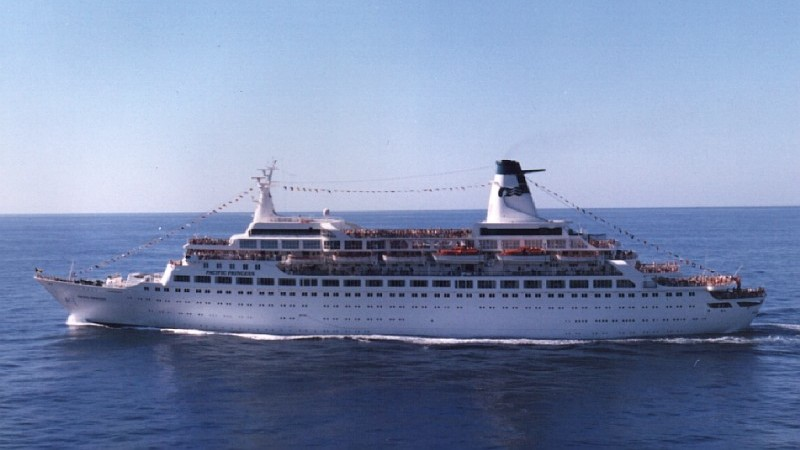
De Pacific Princess in 1987

Elke aflevering bestaat uit drie verschillende verhaallijnen, die werden geschreven en geregisseerd door verschillende auteurs resp. regisseurs, waardoor elke aflevering ook drie titels had. In tegenstelling tot andere series bestond er geen overlap tussen de verhaallijnen. Dit gaf soms weleens frictie in bijvoorbeeld de kleding van Julie McCoy bij het verwelkomen en uitzwaaien van de passagiers van de verschillende verhaallijnen. Er bestaan echter ook afleveringen met drie verhaallijnen door verschillende schrijvers, maar met één regisseur. De verschillende verhaallijnen overlappen elkaar gedeeltelijk, doordat personages van de verhaallijnen soms elkaar voorbijlopen of bij de kapitein aan tafel zitten tijdens het diner.
Over het algemeen was er één verhaallijn die zich focuste op een crewlid, één verhaallijn over interactie tussen een crewlid en een passagier en een derde verhaallijn ging over passagiers. De verhaallijnen waren ook nog een mix tussen komedie, romantiek en drama, wat de serie uniek maakte. 

## Sloop van het schip
In maart 2012 werd MS Pacific, zoals het schip inmiddels officieel heette, voor 2,5 miljoen euro verkocht aan het Turkse bedrijf Cemsan dat het schip zou gaan slopen. Het had twee jaar voor anker gelegen in Genua als gevolg van een beslaglegging, omdat de kosten van de asbestsanering niet konden worden voldaan. In augustus 2013 werd bekend dat MS Pacific in Turkije was aangekomen om te worden gesloopt. Het verkeerde in dermate slechte staat dat renoveren te duur was.

## Rolverdeling
Legenda
 = Hoofdrol
 = Bijrol
 = Gastrol
 = Geen rol
| Gavin MacLeod    | Captain Merrill Stubing      | 25 | 27 | 28 | 28 | 29 | 29 | 27 | 27 | 25 | 4 | 249 |
| Bernie Kopell    | Dr. Adam "Doc" Bricker       | 25 | 27 | 28 | 28 | 29 | 29 | 27 | 27 | 25 | 4 | 249 |
| Ted Lange        | Bartender Isaac Washington   | 25 | 27 | 28 | 28 | 29 | 29 | 27 | 27 | 25 | 4 | 249 |
| Fred Grandy      | Burl "Gopher" Smith          | 25 | 27 | 28 | 28 | 29 | 29 | 27 | 27 | 25 |   | 245 |
| Lauren Tewes     | Cruise Director Julie McCoy  | 25 | 27 | 28 | 28 | 29 | 29 | 27 |    | 1  | 4 | 198 |
| Jill Whelan      | Vicki Stubing                |    | 1  | 20 | 28 | 29 | 29 | 27 | 27 | 25 | 4 | 190 |
| Ted McGinley (1) | Ashley "Ace" Covington Evans |    |    |    |    |    | 1  | 2  | 27 | 25 | 4 | 60  |
| Pat Klous (2)    | Cruise Director Judy McCoy   |    |    |    |    | 1  | 2  |    | 27 | 25 |   | 55  |
| Marion Ross (3)  | Emily Heywood Stubing        | 1  |    | 2  |    | 1  | 1  |    |    | 5  | 4 | 14  |

(1): Ted McGinley speelde zowel in seizoen 6 als in seizoen 7 een ander personage vooraleer hij deel ging uitmaken van de vaste cast

(2): Pat Klous speelde zowel in seizoen 5 als in seizoen 6 een ander personage vooraleer ze deel ging uitmaken van de vaste cast

(3): Marion Ross speelde zowel in seizoen 1, 3, 5, 6 en zelfs één aflevering van seizoen 9 telkens andere personages vooraleer ze Emily Stubing werd 